# Dendrocopos ramsayi
Dendrocopos ramsayi е вид птица от семейство Picidae. Видът е световно застрашен, със статут Уязвим.

## Разпространение
Видът е разпространен във Филипините.